# José Álvarez y Álvarez
José Álvarez y Álvarez de la Cadena (Zamora, Michoacán, México, 10 de abril de 1885-Ciudad de México, 7 de mayo de 1973) fue un militar revolucionario mexicano que participó en la Revolución mexicana. Además, ejerció el papel de diputado constituyente de 1917 y jefe del Estado Mayor Presidencial de Plutarco Elías Calles.

## Vida
La formación católica de su familia lo indujo a estudiar matemáticas en el seminario de Zamora, donde fue compañero de Francisco J. Múgica. Se graduó como contador y se desempeñó como empleado bancario.
En la edad adulta, sus vivencias en el seminario lo llevaron a adoptar una posición liberal anticlerical, esa actitud le hizo ganarse el reconocimiento de sus compañeros constituyentes, asumiendo principios de la masonería. En sus escritos deja entrever su idea de que la religión católica se utilizaba para manipular la ignorancia y el sentimiento mágico del pueblo.
Desde joven mostró su interés por la actividad política y la actividad periodística. De 1906 a 1909 colaboró en el periódico El Sermón del Cura y en Saltillo fundó la revista militar Acción. Se incorporó a la militancia partidaria en 1911 al brindar su apoyo al presidente Madero y fundó el Club Democrático Francisco I. Madero, así como el semanario El demócrata Zamorano. Encabezó la campaña política para gobernador de Michoacán del doctor Miguel Silva González. Al triunfar Silva, en 1912, fue designado Prefecto Político del distrito de Zamora, cargo al cual renunció cuando se produjo en 1913 el golpe de Estado encabezado por Victoriano Huerta. Al triunfo de la revolución contra el llamado chacal, fue designado Prefecto Político de Morelia, capital del estado de Michoacán. Nombramiento que se produjo justo antes del cambio de la condición política de prefectura a presidencia municipal, por lo que se convirtió en el primer presidente municipal de esa capital.
En 1914 se incorporó a las fuerzas revolucionarias de Joaquín Amaro. En esa época ocupó la jefatura del Estado Mayor de la 5. División del Noroeste. En 1916 fue elegido diputado constituyente por el decimoprimer distrito de Uruapan, estado de Michoacán. Y en aquel congreso formó parte del grupo socialista llamado radical jacobino. Fue uno de los actores que participaron de manera destacada en la redacción de los artículos 3o, 27, 123 y 130 de la Constitución Política de los Estados Unidos Mexicanos.
En enero de 1917 escribió:
Logré que se aprobaran mis iniciativas personales quitando a las iglesias su carácter de poderes independientes y facultando a las legislaturas para limitar el número de sacerdotes. Estas armas servirán para combatir la dominación clerical y las religiones que en mí concepto son la más nocivas de las plagas de la humanidad. Con esta satisfacción me considero bien compensado de todos mis esfuerzos, sufrimientos y trabajos en la Revolución.
Fue secretario del Primer Consejo de Guerra Permanente de la capital de la república y jefe de sección de la Dirección de Educación Militar. Participó como coordinador de la campaña presidencial de Plutarco Elías Calles. El 27 de febrero de 1924 obtuvo el grado de general brigadier. Fue jefe del Estado Mayor Presidencial durante la mayor parte del periodo callista.
En la masonería alcanzó el grado 33. Fue miembro del Ateneo Nacional de Ciencias y Artes, así como de la Academia Nacional de Historia y Geografía.
El gobierno nacional le concedió las condecoraciones 2.ª, 3.ª, 4.ª, y 5.ª de Perseverancia, las condecoraciones al Mérito Revolucionario, como Veterano de la Revolución, y fue reconocido como miembro de la Legión de Honor Mexicana. El gobierno de Bélgica le otorgó la medalla de Comendador de la Orden de Leopoldo II.
Recibió la patente de retiro como general de brigada después de 39 años de servicios en el Ejército Mexicano. Como un homenaje a los constituyente militares, el entonces presidente Gustavo Díaz Ordaz lo reintegró al servicio activo.

## Enfermedad
Una afección cardiaca le obligó a radicar en la ciudad de Cuernavaca por más de tres décadas. Durante los años de su retiro se dedicó a redactar y grabar parte de sus vivencias porque quiso que los jóvenes de México conocieran la verdad sobre la lucha social que inició en 1910. De ahí que en sus escritos se reflejen sus sentimientos, puntos de vista y convicciones sobre la formación étnica de la nación mexicana y la Constitución de 1917 que puso límites al clero político de la época. Su posición al analizar la Revolución es altamente crítica hacia los iniciadores de la misma. De Francisco I Madero resalta su valentía para levantarse en armas contra Porfirio Díaz, pero también señala su ingenuidad e inexperiencia que llevó al prócer a firmar los mal llamados Tratados de Ciudad Juárez, mismos que fueron su sentencia de muerte y, repite con Venustiano Carranza: "Revolución que transa se suicida.” Esos sentimientos lo acompañaron hasta el día de su muerte. Poco antes de morir él mismo redactó su esquela; lo hizo en los siguientes términos: “José Álvarez y Álvarez de la Cadena, murió en el seno de la Revolución Social Mexicana. Misión Cumplida.”
En el mes de octubre de 2011, se publicó el libro de su autoría: Justicia Social Anhelo de México. Su hija Manola Álvarez fue la compiladora: coedición del Senado de la República, la Benemérita Universidad Autónoma de Puebla y Cruman.

## Muerte
Murió en la Ciudad de México en 1973 y en su sepelio recibió los honores militares correspondientes a un general en el servicio activo.